# Floribert Soupart

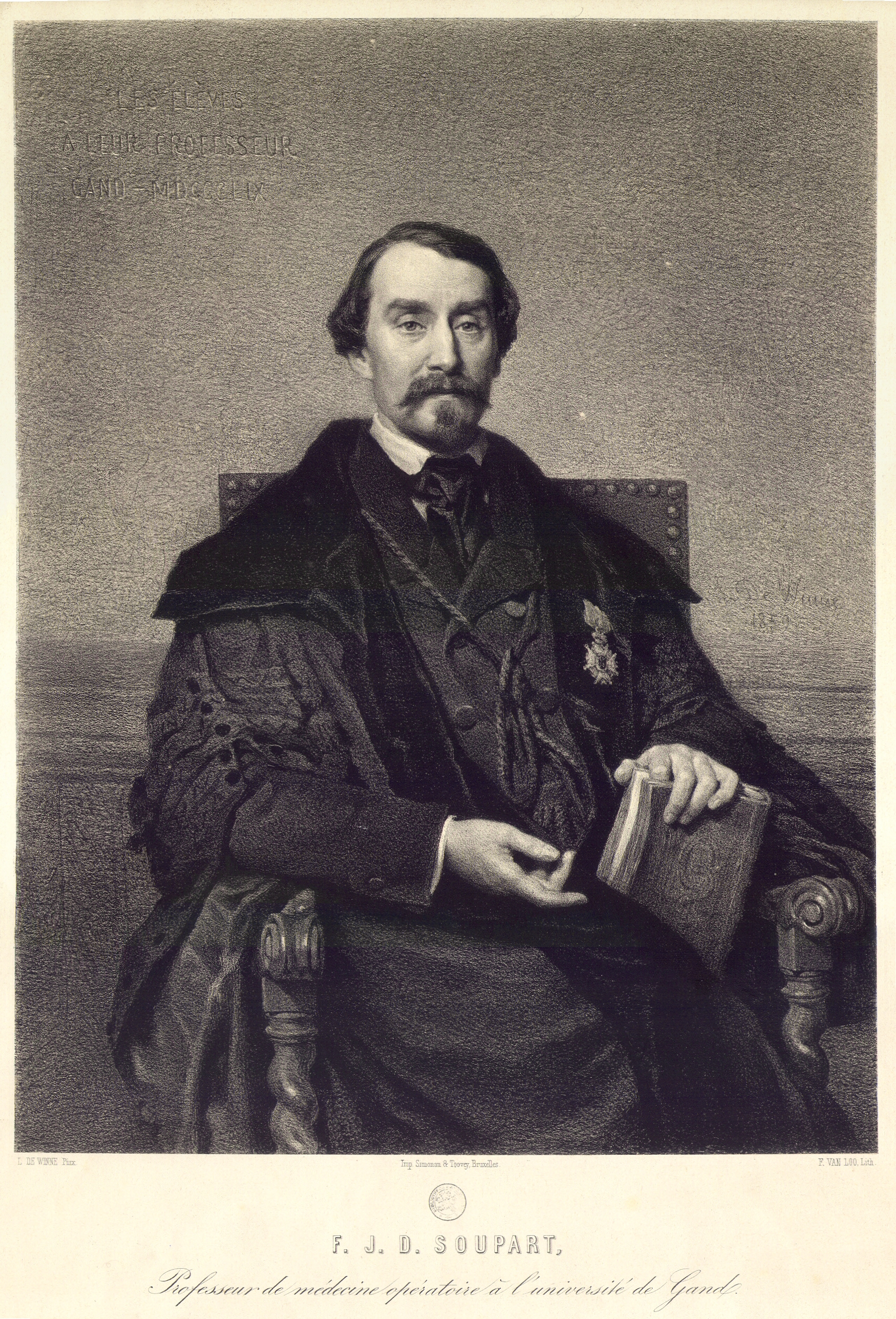
Floribert Soupart

Floribert Joseph Dominique Soupart (Feluy, 2 augustus 1810 - Gent, 1 december 1901) was een Belgisch senator.

## Levensloop
Hij was de tweede van zeven kinderen van de landbouwer Eugène Soupart en van Marie-Josèphe Paridans. Hij trouwde met Anne-Marie Nélis.
Hij begon zijn universitaire studies in 1829 aan de Rijksuniversiteit Leuven en promoveerde tot doctor in de geneeskunde (1834) aan de Katholieke Universiteit Leuven. Hij vestigde zich in Gent en werd er hoogleraar vanaf 1835 tot in 1880 aan de Rijksuniversiteit Gent. Hij was specialist in anatomie en chirurgie. Hij bleef de chirurgie beoefenen in de kliniek, die hij tot in 1892 leidde.
In 1884 werd hij katholiek senator voor het arrondissement Gent en vervulde dit mandaat tot in 1894.
Hij werd:
- rector van de universiteit van Gent (1873-1879),
- lid en voorzitter van de Koninklijke Academie voor Geneeskunde van België,
- voorzitter van de Belgische Vereniging voor chirurgie.